# 华盖建筑师事务所
华盖建筑师事务所（Allied Architects）是20世纪上半叶中国著名的建筑师事务所，设计了多座有影响的建筑。
1931年，赵深在上海自设建筑师事务所，次年陈植从东北来沪加入，名为赵深陈植建筑师事务所。1933年1月童寯加入，改名华盖建筑师事务所。他们都毕业于美国宾夕法尼亚大学建筑系。
上海中区西藏路520号的大上海大戏院和北京路780号的金城大戏院是华盖建筑师事务所的早期作品。1930年代华盖建筑师事务所在上海的著名作品还有江西路北京路口的浙江兴业银行（1935年）。
在南京，华盖建筑事务所设计的外交部大厦于1934年在中山北路云南路口落成。
位於南京的中央政治學校也是由华盖建筑师事务所興建，現今南京市僅留存大門，該大門仿法國巴黎凱旋門興造，顯示當年中央政治学校特殊的身份和地位。
抗战期间，华盖建筑师事务所在昆明、贵阳设立分所。
抗战结束后，华盖建筑师事务所在南京设计了美军顾问团宿舍、文昌巷52号童宅；在上海设计了浙江第一商业银行大楼（今华东建筑设计院大楼），风格已经从装饰艺术派转向接近现代主义。
1951年9月，华盖建筑师事务所在上海加入联合建筑师工程师事务所。

## 作品
- 原國立中央政治大學門樓，今江蘇省南京市秦淮区建邺路168号，南京市文物保护单位
- 大上海大戏院，1932-1933年，上海中区西藏路520号，今上海市黄浦区西藏中路500号，上海市文物保护单位
- 恒利银行，1932-1933年，今永利大楼，上海市黄浦区河南中路495、503号，天津路100号，第四批上海市优秀历史建筑
- 外交部大厦，1934-1935年，南京市鼓楼区中山北路32号（云南路口），作为原国民政府旧址的一部分列为全国重点文物保护单位
- 浙江兴业银行大楼，1935年，上海市黄浦区北京东路230号（江西路口），黄浦区登记不可移动文物
- 美国军事顾问团公寓旧址，今华东饭店，江苏省南京市鼓楼区北京西路67号，江苏省文物保护单位
- 浙江第一商业银行大楼，1948-1951年，上海市黄浦区江西中路222号，今华东建筑设计院大楼，第二批上海市优秀历史建筑

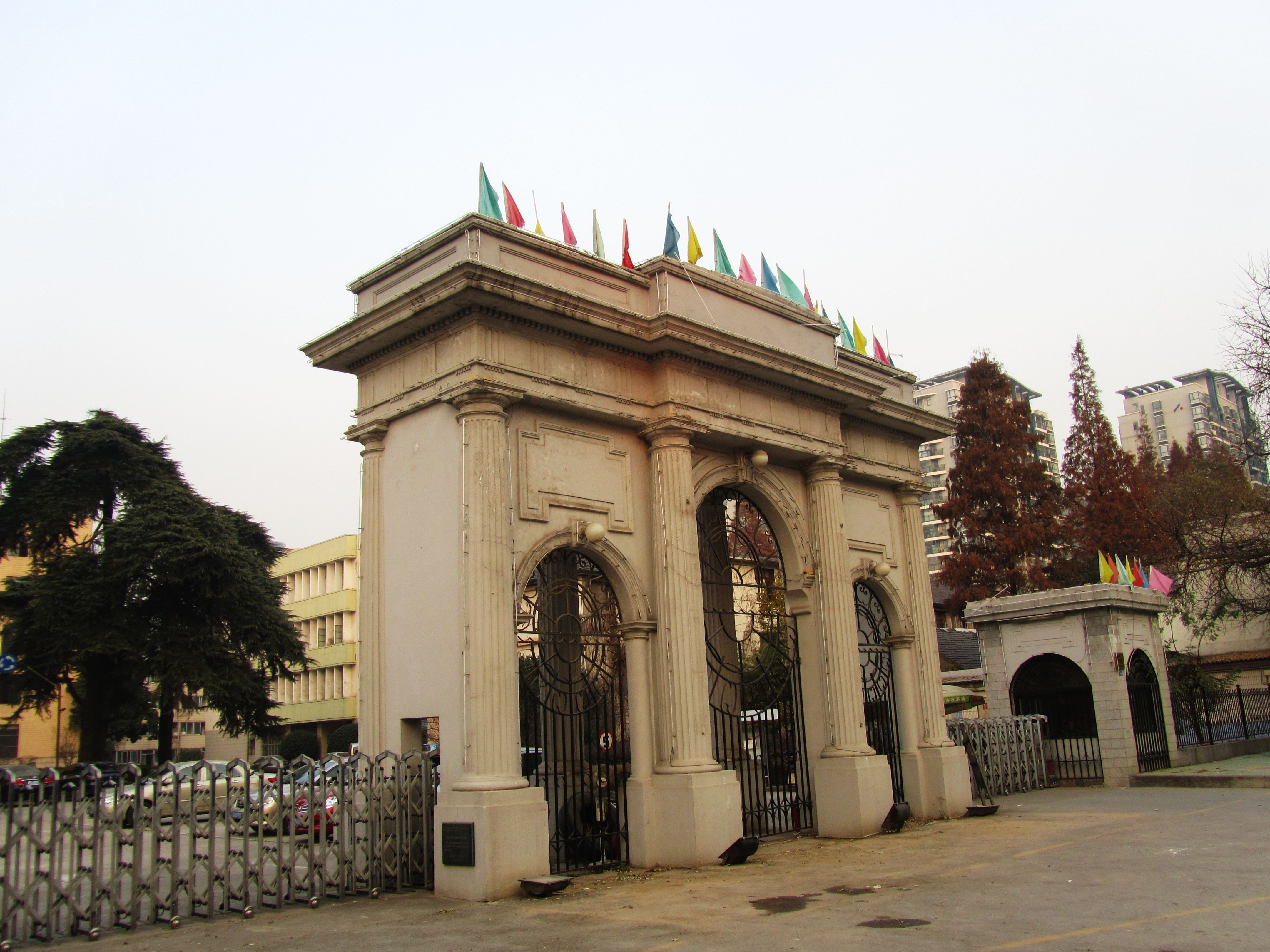
國立中央政治大學門樓
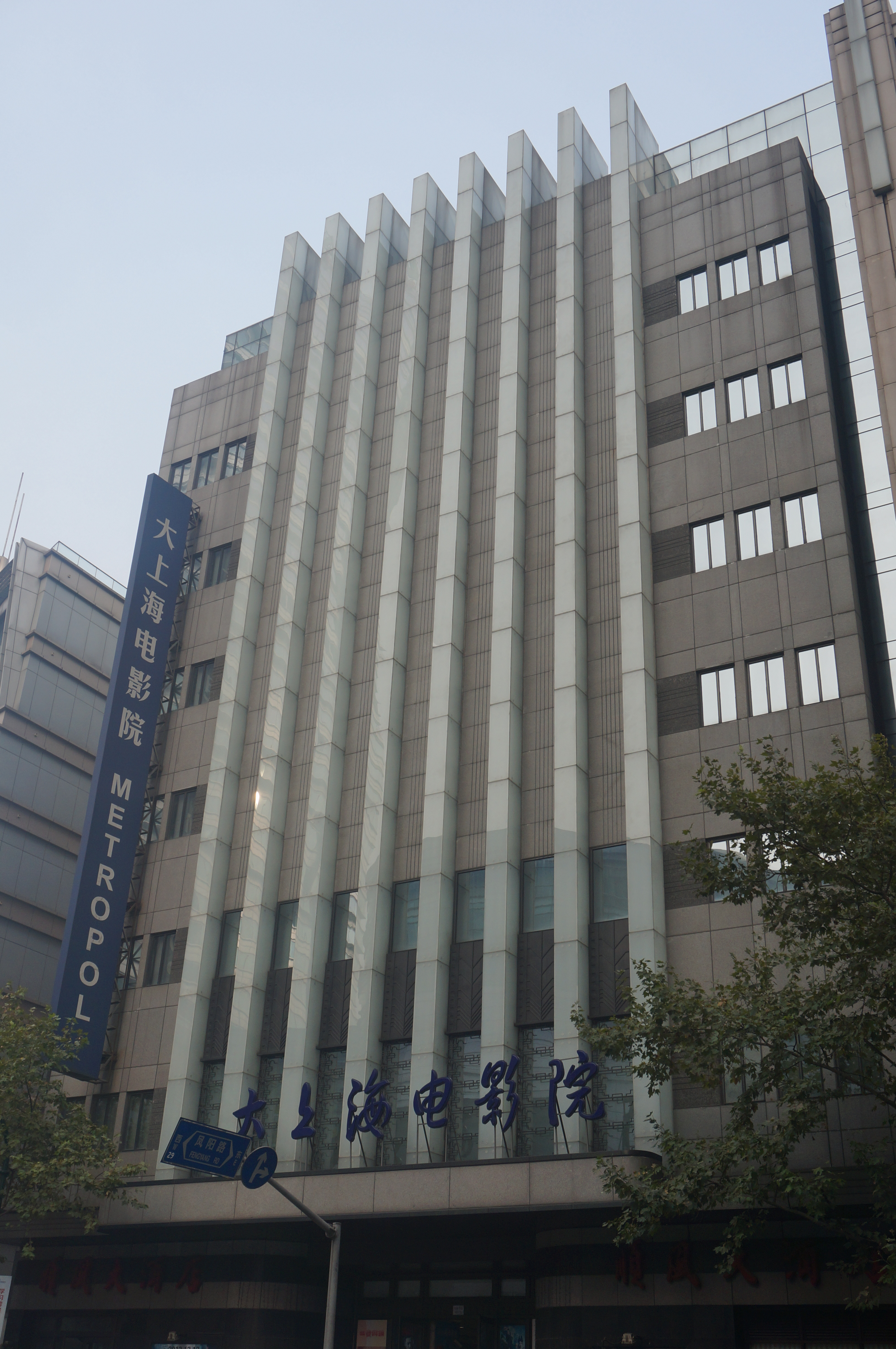
大上海大戏院
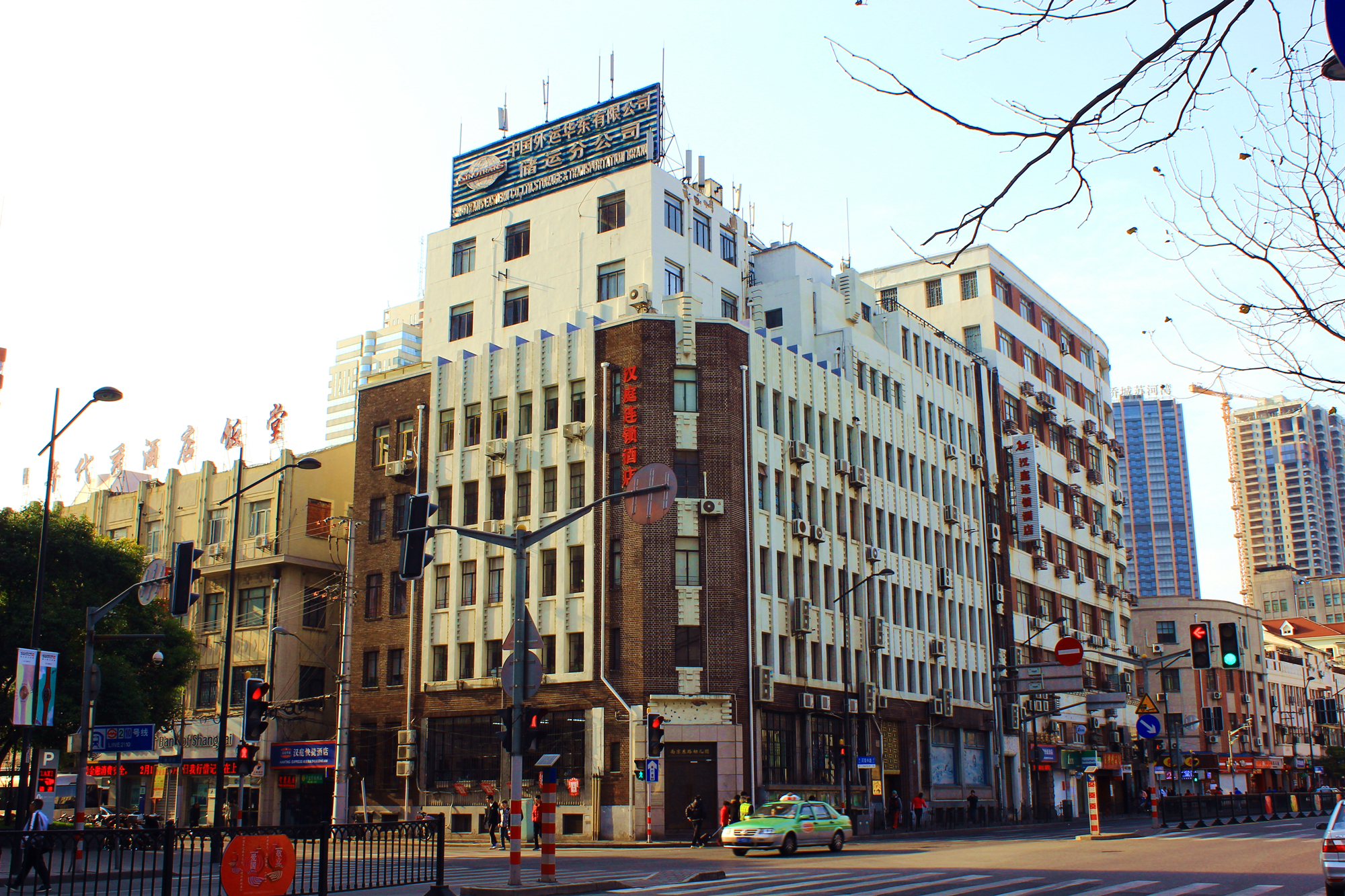
恒利银行
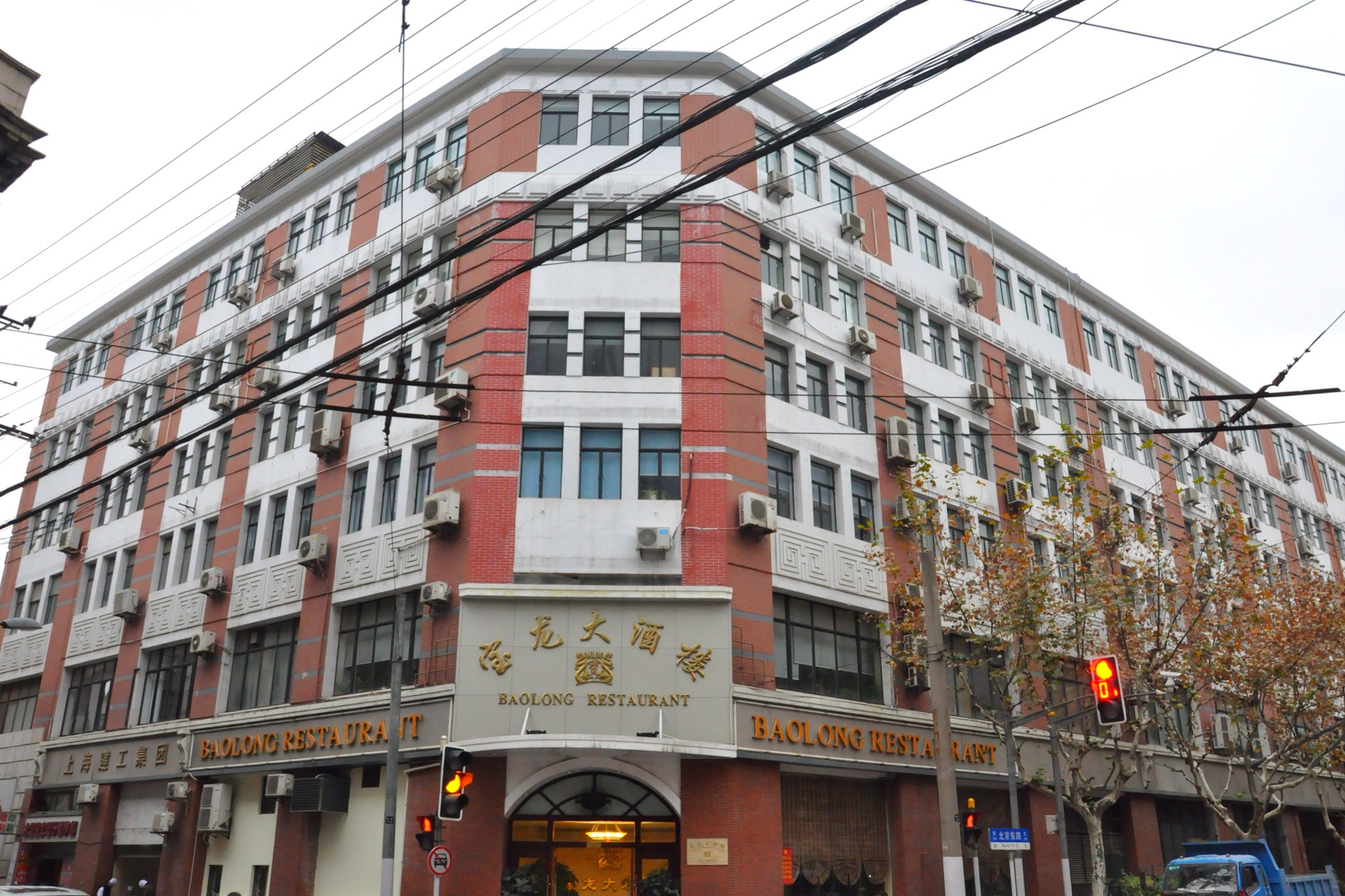
浙江兴业银行上海总行大楼
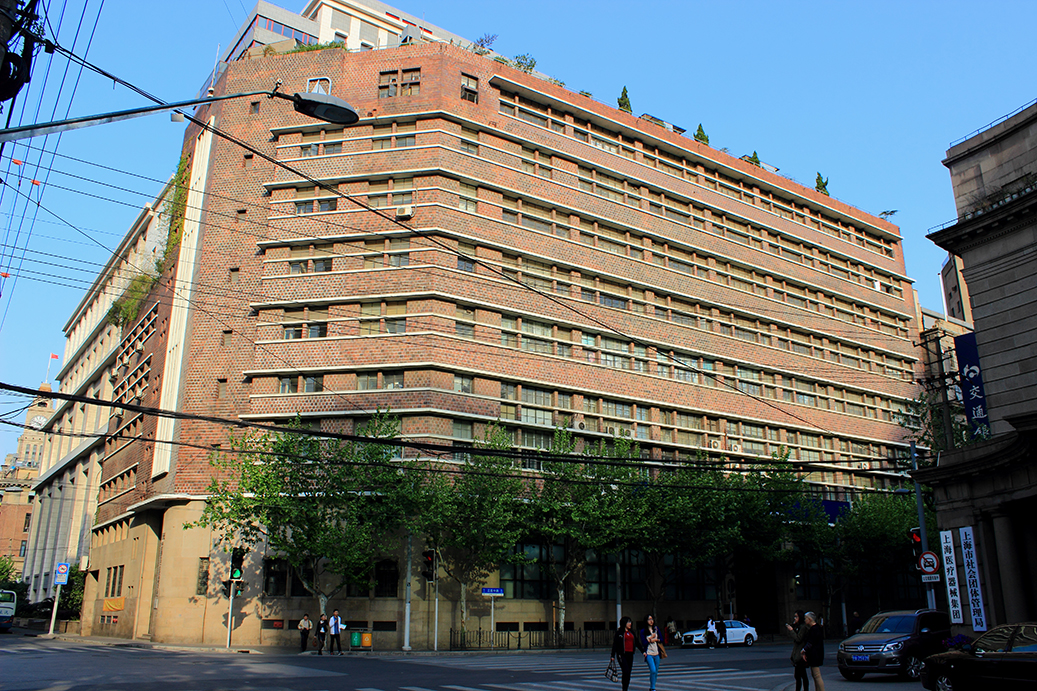
浙一大楼